# Streleț, Veliko Tărnovo
Streleț (în bulgară Стрелец) este un sat în comuna Gorna Oreahovița, regiunea Veliko Tărnovo,  Bulgaria. 

## Demografie
Componența etnică a satului Streleț
     Turci (34,45%)
     Bulgari (60,97%)
     Nicio identificare (4,57%)
     Altele (0%)
La recensământul din 2011, populația satului Streleț era de 328 locuitori. Din punct de vedere etnic, majoritatea locuitorilor (60,97%) erau bulgari, cu o minoritate de turci (34,45%). Pentru 4,57% din locuitori nu este cunoscută apartenența etnică.